# Surera de la Xina
La surera de la Xina (Quercus variabilis) és un arbre del gènere Quercus original de l'est de l'Àsia, de la Xina, el Japó i Corea. El seu nom prové del llatí variabilis-e, variable, mudable, i probablement es refereix a la variabilitat en les seves fulles.

## Descripció

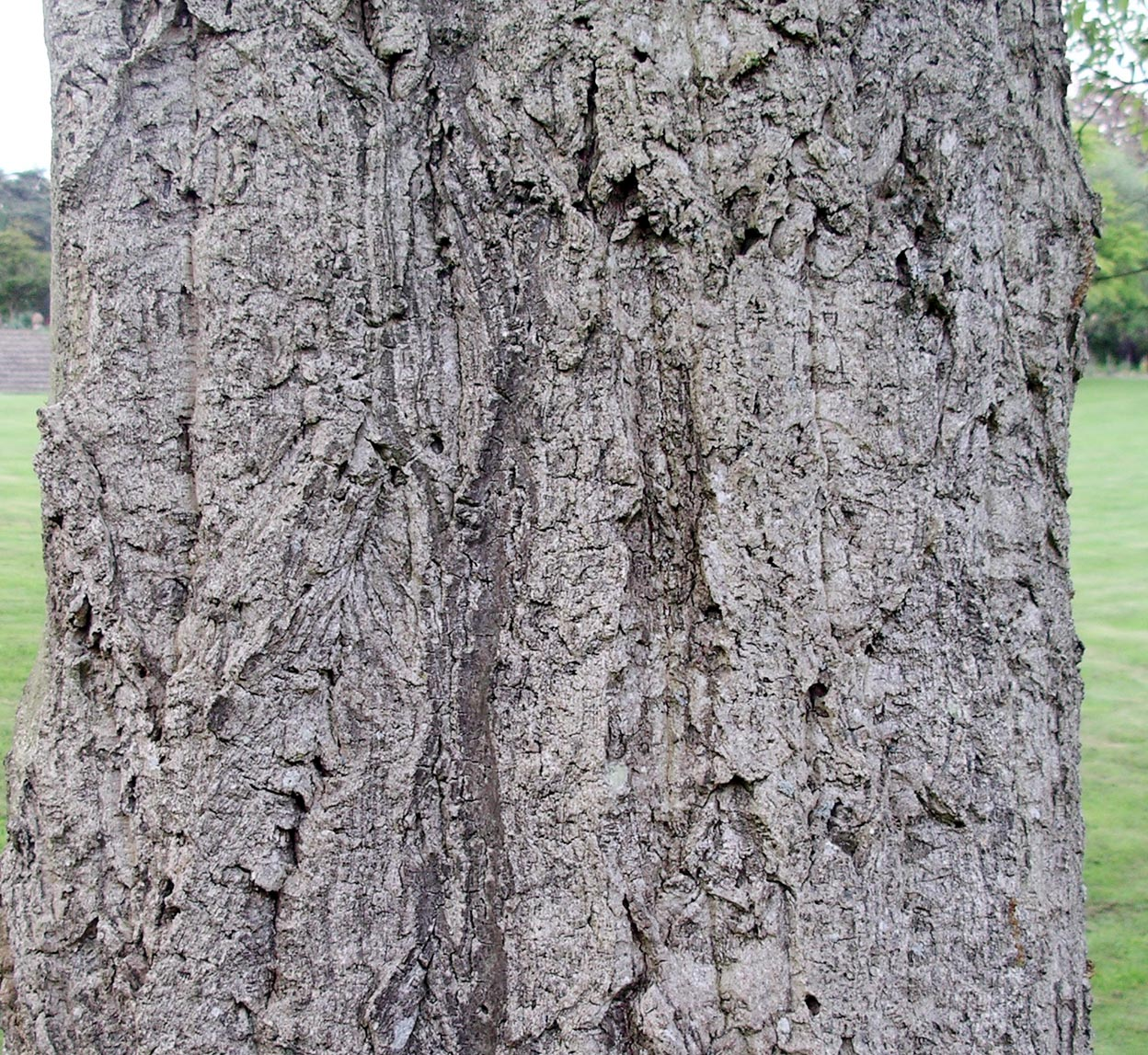
Escorça

Arbre caducifoli que pot arribar als 30 m d'alçada, encara que rarament supera els 20 o 25 m. Acostuma a ser un arbre més aviat ample.

El tronc i branques presenten una escorça grisa groguenca, gruixuda, surosa i amb grans fissures sinuoses. Les branquetes, en canvi, són lleugerament piloses.

Les fulles, simples, alternes, de 7.5 a 20 cm de llarg i de 4 a 10 cm d'ample, són acuminades i amb el marge asserrat (de nou a setze dents per costat). L'anvers de la fulla és lluent i d'un verd fosc, mentre que el revers és densament pubescent. A la tardor, les fulles esdevenen groguenques, variant fins al marró clar, i no cauen de l'arbre fins a la sortida de les noves fulles a l'inici de la primavera següent. 

La maduració de les aglans és bianual.

## Usos
Les cúpules de les aglans s'utilitzen per aconseguir un tint de color negre. També s'aprofita la seva escorça, el suro, tot i que el seu rendiment és inferior a la surera del mediterrani (Quercus suber).

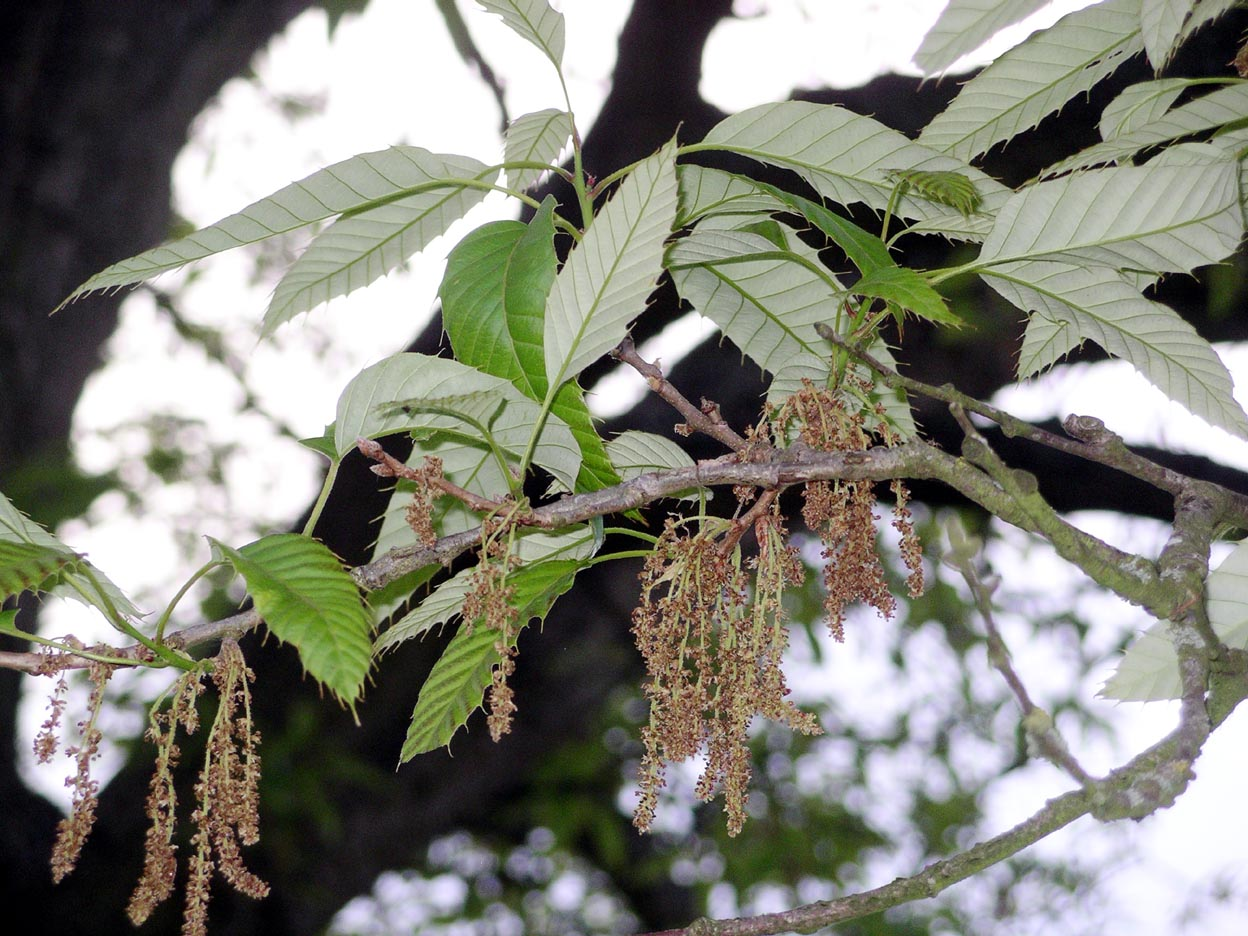
Fulles